# Wong Chi Chong
Wong Chi Chong (chinesisch 黃子聰, Pinyin Huáng Zǐcōng; * 25. Oktober 1994) ist ein Badmintonspieler aus Macau. 

## Karriere
Wong Chi Chong nahm 2011 an den Badminton-Weltmeisterschaften der Junioren teil. 2012 repräsentierte er sein Land als Nationalspieler im Thomas Cup. 2014 startete er bei den Erwachsenen bei den Asienspielen, wobei er im Mixed und im Herrendoppel antrat. 